# Американские Виргинские Острова на зимних Олимпийских играх 2014
Американские Виргинские острова приняли участие в Зимних Олимпийских играх 2014 года в Сочи в седьмой раз за свою историю, пропустив игры в Ванкувере. Сборную страны представляла горнолыжница Жасмин Кемпбелл.

## Предыстория
Олимпийский комитет Виргинских островов был признан Международным олимпийским комитетом 31 декабря 1966 года. С тех пор Виргинские острова отправляли спортсменов на все летние Олимпийские игры, за исключением бойкотируемой Олимпиады 1980 года в Москве. Впервые Острова отправили спортсменов на зимние Олимпийские игры в 1988 году. Единственная спортсменка на зимних Олимпийских играх 2006 года, Анна Абернати, сломала запястье на тренировке, а зимние Олимпийские игры 2010 года они пропустили, поэтому Олимпиада в Сочи стала шестым случаем, когда Виргинские острова действительно участвовали в зимних Олимпийских играх. Горнолыжница Жасмин Кемпбелл была единственной спортсменкой, которую Виргинские острова отправили в Сочи. Кемпбелл была выбрана знаменосцем как на церемонии открытия, так и на церемонии закрытия. В Сочи её сопровождал отец и по совместительству тренер, Джон Кемпбелл, который представлял Виргинские острова на зимних Олимпийских играх 1992 года.

## Горнолыжный спорт
Виргинские острова отправили одну горнолыжницу для участия в зимних Олимпийских играх 2014 года. Жасмин Кэмпбелл прошла квалификацию 20 января 2014 года. Она родилась на Сент-Джоне и переехала в Айдахо в возрасте девяти лет. На момент проведения Олимпийских игр в Сочи Кэмпбелл было 22 года, это был её дебют на Олимпиаде. 18 февраля она приняла участие в гигантском слаломе. Первый спуск она закончила за 1 минуту и 32 секунды, а второй — за 1 минуту и 33 секунды. С общим временем 3 минуты и 5 секунд она заняла 56-е место из 67 участниц, завершивших оба спуска. Золотую медаль завоевала Тина Мазе из Словении со временем 2 минуты 36 секунд; серебряную медаль получила Анна Феннингер из Австрии, а бронзовую — Виктория Ребенсбург из Германии.
21 февраля Кэмпбелл участвовала в слаломе. Первый заезд она прошла за 1 минуту и 6 секунд, а второй — быстрее, за 1 минуту и 4 секунды. Таким образом, её общее время составило 2 минуты 10 секунд, что позволило ей занять 43-е место из 49 участниц, завершивших оба спуска. Золотую медаль завоевала Микаэла Шиффрин из США с результатом 1 минута 44 секунды; серебро и бронзу получили австрийки Марлис Шильд и Катрин Цеттель соответственно.
Женщины
| Соревнование      | Спортсмены      | Скоростной спуск/ 1 спуск | Скоростной спуск/ 1 спуск | Слалом/ 2 спуск | Слалом/ 2 спуск | Всего   | Место |
| Соревнование      | Спортсмены      | Время                     | Место                     | Время           | Место           | Всего   | Место |
| ----------------- | --------------- | ------------------------- | ------------------------- | --------------- | --------------- | ------- | ----- |
| Гигантский слалом | Жасмин Кемпбелл | 1:32.05                   | 62                        | 1:33.00         | 57              | 3:05.05 | 56    |
| Слалом            | Жасмин Кемпбелл | 1:06.09                   | 50                        | 1:04.28         | 43              | 2:10.37 | 43    |